# Новатор (Краснодарский край)
Новатор — хутор в Ейском районе Краснодарского края. Входит в состав Красноармейского сельского поселения.

## География

### Улицы
- пер. Восточный,
- ул. Первомайская,
- ул. Полевая.

## История
Хутор Новатор зарегистрирован 22 августа 1952 года.

## Население
| 2002 | 2010 |
| ---- | ---- |
| 98   | ↘81  |